# Amfiteatre i circ romans de Barcelona

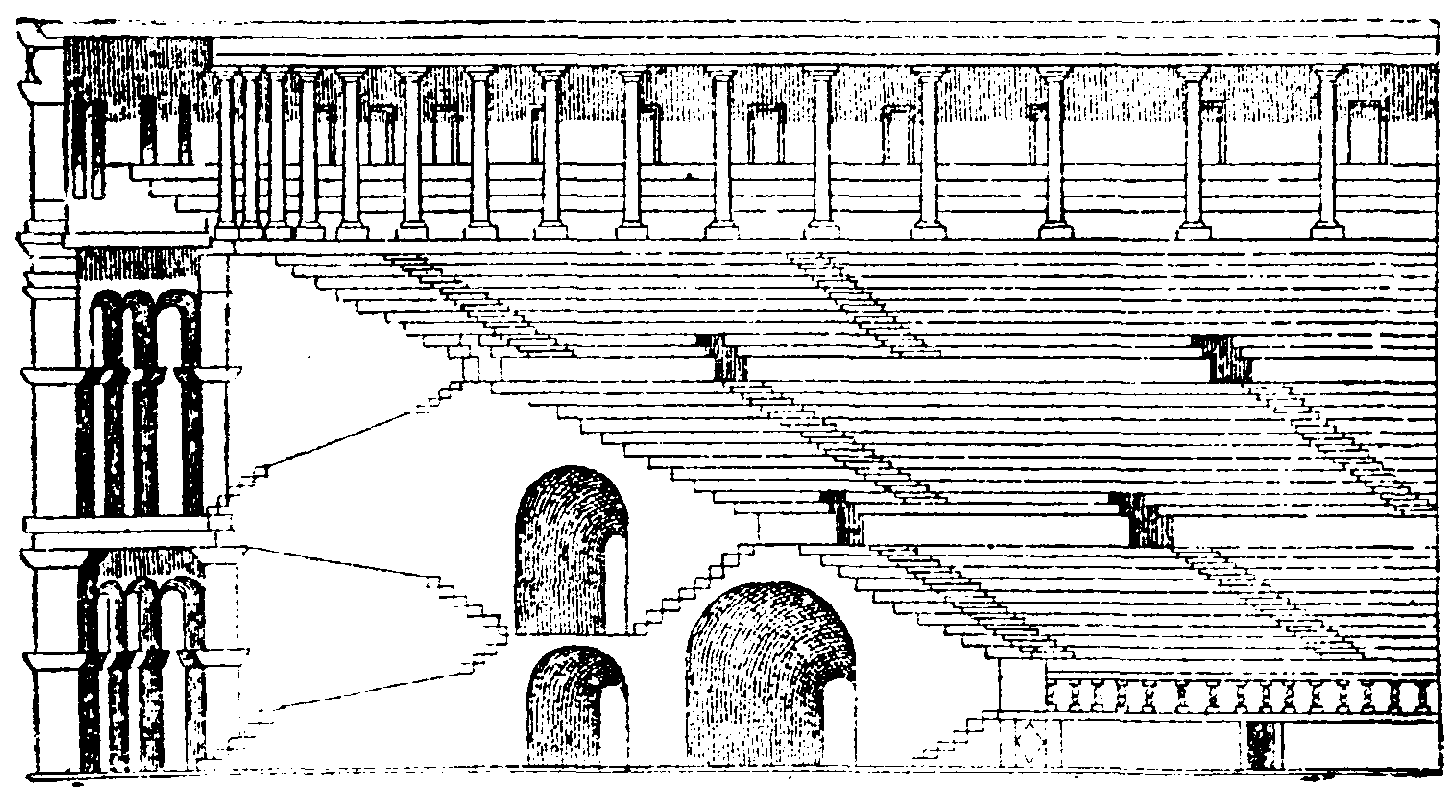
Tall esquemàtic d'un amfiteatre.

La hipotètica existència d'un amfiteatre romà a Barcelona ha estat formulada en un treball de l'arqueòloga Jordina Sales, que el situa a l'actual barri de la Ribera, amb una planta de forma oval desenvolupada al voltant de l'actual església de Santa Maria del Mar. Ara bé, més recentment, Luis Conde Moragues ha publicat una segona hipòtesi, en què especula sobre un amfiteatre al voltant de l'església de Santa Maria del Pi, a l'altra banda de l'antiga Bàrcino. Conde empra alguns dels arguments de Sales per a sustentar la seva proposta, però no cita la tesi que pretén desplaçar. No ha d'estranyar que, de rebot, s'hagi volgut veure indicis d'un hipotètic circ precisament a la zona del Born.

## La Colònia Barcino
Els romans van arribar a la costa oriental de la península Ibèrica l'any 218 aC, quan un exèrcit comandat per Cneu Corneli Escipió, desembarcà a Empúries amb la finalitat de convertir-la en una base militar de suport en la llarga lluita que Roma sostenia amb els cartaginesos pel domini del Mediterrani. En els anys de trànsit entre el segle III i el II aC, aquest procés colonitzador va avançar per una àmplia zona del territori. Els romans mantenien contacte directe amb les diverses tribus d'ibers de la zona i convertien els seus nuclis urbans principals en centres de control romà. Amb el pas del temps i les conquestes, aquelles poblacions van acabar romanitzades del tot i els antics assentaments ibers van esdevenir ciutats plenament romanes, de vegades traslladant-se a una nova ubicació propera. Barcino, l'actual Barcelona, va ser una d'aquestes ciutats, fundada com a colònia de legionaris veterans entre els anys 15 i 13 aC, en època de l'emperador August.
Barcino apareix en un moment de gran impuls urbà, que va prolongar-se fins a la mort d'August, l'any 14 dC. La ciutat tenia la típica estructura de les ciutats romanes, de forma rectangular amb els angles caironats, emmurallada, amb quatre portes i dos eixos viaris principals que les unien i es creuaven al fòrum, i amb una distribució interior de les illes en quadrícula. Era una ciutat petita, comparada amb altres ciutats de la península: el clos emmurallat delimitava unes 10 hectàrees i en la seva màxima esplendor demogràfica va assolir com a molt els 8.000 habitants.

### Esports i jocs documentats a la Barcelona romana

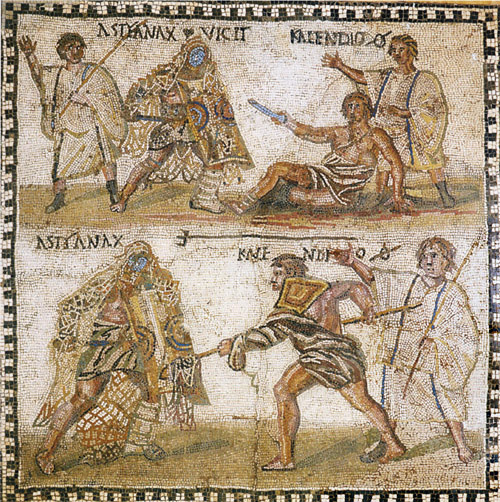
Dos moments d'una lluita de gladiadors. El símbol Ø indica que Kalendi fou executat per la seva derrota a mans d'Astyanax.

Tot i que Barcino era una colònia rellevant a la província d'Hispània Citerior, conserva molt pocs vestigis arqueològics i documentals de les seves activitats lúdiques, tot i que les havia de tenir com qualsevol altra ciutat romana. Sí que s'han trobat diverses referències indirectes d'aquestes activitats:
1. Es conserva una làpida dedicada a Luci Minici Natal Quadroni, que fou campió olímpic de la cursa de quadrigues l'any 129, i que després va arribar a ser cònsol. Malauradament, aquesta dada no ens aporta gaire perquè el cert és que Luci Minici va haver de traslladar-se a Tarraco per a preparar-se per als Jocs Olímpics.
2. Hi ha documentades donacions que feia el ciutadà Luci Cecili Optat per la celebració d'uns jocs anuals de pugilat a Bàrcino i Tarraco. És cert que no es diu que a Barcino els jocs fossin a l'amfiteatre, però tampoc no ho diu de Tarraco, i tanmateix l'amfiteatre de Tarragona existeix.
3. S'ha trobat a Barcelona la làpida funerària d'un comptable de l'escola de gladiadors gals i hispans que, lògicament, podria ser que fos a la mateixa ciutat. Els gladiadors eren els professionals que oferien el seu espectacle a l'amfiteatre.
4. Finalment, tenim el mosaic trobat el 1860 sota el Palau Reial Menor, que representa brillantment una cursa de cavalls real, il·lustrada fins i tot amb els noms dels animals, no sabem si esdevinguda a Barcelona mateix, però podria ser. Ara bé, convé no oblidar que les curses de cavalls eren més pròpies del circ que de l'amfiteatre.

## Arguments per a un amfiteatre romà de Barcelona
La doctora Sales formula la seva hipòtesi, apuntada ja en diversos treballs anteriors, a partir de sis arguments que considera prou sòlids:

### Primer argument:Sancta Maria Arenae
En el mateix lloc on ara hi ha Santa Maria del Mar, des del segle vi hi hagué una altra església i monestir dedicats a la màrtir santa Eulàlia de Barcelona, ja que, segons la tradició, fou enterrada en aquest lloc i, de fet, el bisbe Frodoí la'n va exhumar l'any 877, segons la versió oficial d'aleshores. Aquesta primera església després s'hauria anomenat Santa Maria de les Arenes, segons consta en un document molt posterior, del 1104. Aquest apel·latiu «de les arenes» no es referiria, com s'havia suposat tradicionalment, a les sorres de la platja, donat que ara se sap que la costa, en aquella època, no diferia gaire de l'actual i, a més, no fóra lògic haver edificat una església precisament a la platja, exposada als oratges, ja que la costa no era gens elevada en aquest punt. A més, s'han trobat prou restes romanes a la Ribera per a imaginar que hi hagué tot un barri extramurs en aquesta zona en època romana, i que degué ser abandonat a l'alta edat mitjana i substituït per la necròpoli i per l'església primitiva. L'apel·latiu del temple s'havia de referir, necessàriament, a l'arena d'un amfiteatre, com passa a diverses altres ciutats romanes: Saint-Martin-des-Arenes, a Nimes, o la Capella dels Scrovegni (Capella degli Scrovegni nell'Arena), a Pàdua, per exemple. En tots aquests casos, l'església s'edificà dins de l'arena precisament per santificar el lloc on havien estat sacrificats els primers cristians, com podem observar també en el cas de Tarragona, únic conegut i provat a tota la Hispània romana.
De fet, la decaddència dels amfiteatres ja havia començat quan l'emperador Constantí va legalitzar el cristianisme i va prohibir les lluites de gladiadors i, finalment, l'Església cristiana es va acabar imposant com l'única permesa a tot l'Imperi.

### Segon argument: el cementiri altmedieval
L'arqueòleg Marià Ribas publicà el 1977 les seves excavacions del subsòl de l'església, realitzades entre 1940 i 1967, on va trobar part d'una important necròpolis dels segles iv a vi amb més de cent enterraments efectuats en un sòl de sorra aportada i allisada prèviament, segons afirma. Altres enterraments integrants de la mateixa necròpolis s'han trobat també als carrers de l'entorn de l'església. Aquesta sorra, que no era la platja, com ara sabem, ni tampoc seria lògic que s'hi hagués posat precisament per fer-hi un cementiri, correspondria necessàriament a l'arena de l'amfiteatre, segons Sales, i reprèn la idea de la reconversió d'un lloc de martiri en un lloc sagrat.
En tot cas, podríem afegir que no sembla lògic haver edificat una església sobre un cementiri anterior, trepitjant les tombes, quan el més habitual és que els cementiris es desenvolupessin dins i al voltant de temples ja construïts.

### Tercer argument: l'urbanisme medieval
Observant la fotografia aèria del barri de la Ribera, Sales assegura que es poden distingir algunes façanes amb la curvatura que es correspon amb l'el·lipse de l'amfiteatre (especialment, l'edifici de la Plaça de Santa Maria, 7, que per darrera forma el carrer de les Caputxes), i també alguns carrers que formen una trama sensiblement radial, que havia de confluir per la banda oest davant d'aquell edifici (Argenteria, Mirallers, Banys Vells i Montcada, concretament). El mateix fenomen, l'adaptació de l'urbanisme posterior a les traces o a les runes d'un amfiteatre fora d'ús, ha servit per localitzar amfiteatres totalment perduts a ciutats com Lecce i Còrdova, i també és evident en altres casos on les restes de l'antic amfiteatre són perfectament identificables en la trama urbana, com ara a Lucca i a Florència. Pel que es pot veure als casos coneguts, les edificacions medievals que han ocupat el lloc d'un amfiteatre sense ús han tendit a aprofitar-ne els fonaments, si no tota una secció de la càvea. Els carrers nous s'han anat formant a partir dels camins que hi confluïen, i l'arena, en general, ha tendit a quedar poc o molt lliure d'edificacions (des d'una proporció més alta de patis que a la resta de la ciutat fins a la preservació íntegra de l'espai, com en el cas de Lucca, on s'ha reconvertit en una plaça). Segons la premissa que els antics amfiteatres es van envoltar de carrers curvilinis, Sales ha calculat que l'amfiteatre de Barcelona podia tenir unes dimensions aproximades de 117 m × 93 m, similars a les de qualsevol altre d'aquest tipus a Hispània. L'església actual hi cap tota sencera, però supera el límit de l'arena, que devia ser, aproximadament, de 60/65 m × 35/40 m i, per tant, aquesta construcció hauria suposat el final definitiu de les runes de l'amfiteatre.
Fins i tot, si baixem a observar els carrers de la zona, hi trobem un nombre inusual de voltes o arcs, molt més que a la resta de la Barcelona medieval, sobretot si hi comptem els casos ja desapareguts, però que es coneixen per documentació antiga o per la tradició, que es podrien deure a l'aprofitament en temps medievals d'estructures arquitectòniques romanes.
Sales fins i tot es pregunta, com una hipòtesi més, si la depressió del terreny que encara avui s'aprecia al Fossar de les Moreres no seria el testimoni de l'antic fossar de l'amfiteatre, on hi hauria hagut les carceres subterrànies o potser fins i tot una piscina per a espectacles aquàtics (naumàquia) com les que tenien els amfiteatres de Mèrida o Verona.

### Quart argument: la centuriació romana
El possible amfiteatre de Barcelona s'hauria situat entre la muralla i el mar, de manera similar als casos de Tarragona i Cartago Nova, tots de la costa mediterrània d'Hispània. Era inevitable que se situés extramurs, ja que dins no hi cabia. A més, Sales apunta que el carrer de l'Argenteria ja existia en l'època d'August, es corresponia amb la diagonal d'una centúria de l'ager barcinonensis i unia la porta principalis sinistra amb un punt on aparentment no hi havia res. Podria ser l'amfiteatre de la ciutat que, a més, hauria de ser de l'època d'August. L'eix longitudinal de l'església de Santa Maria del Mar, NE-SW, que seria el mateix eix longitudinal de l'amfiteatre, coincideix pràcticament amb els de la centuriació romana.

### Cinquè argument: què pot ser sinó?
Jordina Sales aplica la lògica més elemental per deduir que, si aquest lloc, que fou un cementiri durant el Baix Imperi (segles iv a vi, com ja s'ha dit), i en canvi no ho era abans, durant l'Alt Imperi, només podia ser perquè no hi havia res o bé perquè tenia un altre ús. La primera opció no pot ser, perquè el carrer de l'Argenteria no tindria sentit. I, pel que fa a la segona opció, si bé no tenim cap rastre d'estructures, sí que sembla clar que tenim l'arena sota el cementiri.

### Sisè argument: un circ romà al Born?
El Born, al costat mateix de l'absis de Santa Maria del Mar, fou un espai lúdic a l'edat mitjana i a l'Edat moderna, ja que la memòria popular ens ha transmès que s'hi feien torneigs de cavallers. Sales es pregunta si no podria haver estat un circ contemporani de l'amfiteatre, tot i que no pensa entrar de moment en aquesta part de la seva especulació. En tot cas, la possible confluència d'amfiteatre i circ en aquest espai recorda molt el cas de Florència, on aquests dos equipaments lúdics són perfectament identificables l'un al costat de l'altre mitjançant la fotografia aèria.

## Crítica
El problema amb Sancta Maria Arenae és que no apareix documentada fins a una època molt tardana, com ja s'ha dit, i, a més, que el seuvlloc no es concreta, de manera que qualsevol de les dues esglésies dedicades a Santa Maria extramurs és susceptible de ser identificada com l'església martirial de Barcino.
Tot i que la troballa de la sorra sota Santa Maria del Mar és tan significativa, no ens indica necessàriament un possible amfiteatre, ja que tampoc no podem descartar-hi la possibilitat d'un circ.
En relació amb la depressió del terreny al Fossar de les Moreres, convé assenyalar que era un espai edificat fins als anys 1980, ocupat per l'antic pont que unia Santa Maria del Mar amb el Palau del Virrei i unes botigues, de manera que no té cap valor arqueològic. D'altra banda, en una excavació a la placeta del Pi el 2009 hi han aparegut tres pilars romans que podrien correspondre a l'estructura que hauria suportat la tarima de fusta sobre les fossae bestiariae o carceres d'un hipotètic amfiteatre.
Al voltant de l'església de Santa Maria del Pi, Conde Moragues ha identificat fàcilment dos grans fragments d'una el·lipse, corresponents als carrers del Cardenal Casañas i dels Cecs de la Boqueria, de manera que ha pogut calcular uns eixos de 110 m i 140 m, aproximadament, mesures molt semblants a les dels amfiteatres d'Itàlica, Verona, Nimes, Arle i Mèrida. El cert és que la contundència visual d'aquesta trama urbana fossilitzada sembla suggerir millor que cap altra prova el record d'un amfiteatre, que s'hauria situat davant mateix de la porta principalis destra, aprofitant un replà del terreny entre el Mont Tàber i la riera que ara és La Rambla. Val a dir, però, que la suposada fossilització d'aquesta estructura lúdica en el lloc que proposa Conde Moragues s'enfronta, entre d'altres, a dos grans problemes: la Basílica de Santa Maria del Pi és construïda sobre un contrafort del Mons Taber que té, aproximadament, el contorn proposat i que condicionaria la llera del torrent del Pi, perfectament documentat almenys des del segle xv, cosa que explicaria suficientment bé la corba del carrer del Cardenal Casañas. Per altra banda sembla poc plausible pensar que una estructura que tenia una funció simplement lúdica fos situada just sobre la principal via de sortida de la ciutat cap a ponent, la Via Augusta, que l'hauria obligat a fer un gran revolt. Tenint en compte la mentalitat de la societat romana, aquest supòsit contradiria raons d'economia de mitjans, d'estratègia militar i de practicitat prou evidents.

A favor de la teoria de la ubicació prop de la Boqueria, hi ha el testimoni del Viage de España en que se da noticia de las cosas mas apreciables y dignas de saberse que hay en ella, escrit el 1785 per Antoni Ponç, que relata com Joan Pau Canals, baró de la Vallroja, li va ensenyar unes possibles restes de l'anfiteatre romà.
Si hubo anfiteatro pudo estar situado desde la calle que llaman de la Boquería hasta la antigua plaza de la Trinidad, que antiguamente se llamaba Arenaria. El Barón de la Valroja, D.Pablo Canals me habló sobre los residuos de arcos, bóvedas y paredones que por allí se encuentran, en los mismos términos que á Bosart, y me llevó también á verlos, persudiendo a todos que aquellas eran las ruinas del Anfiteatro Romano que hubo en Barcelona 
L'eix de Santa Maria del Mar també coincideix amb el del passeig del Born. I si es consideren les restes fossilitzades que Sales ens indica a la plaça de Santa Maria i al carrer Caputxes en relació amb aquest eix, no costa gaire imaginar-se un hipotètic circ que s'hauria pogut estendre fins al Rec Comtal, sota el modern mercat del Born, si se li suposen unes dimensions semblants a les del circ romà de Tarragona.
La resposta a la pregunta que es formula Sales («què pot ser, sinó?») també podria incloure altres edificis lúdics proveïts d'una arena, i no només un amfiteatre. El cert és que, si ens fixem en les dimensions del bulevard actual, hauria de ser un circ realment petit, o potser és que l'actual passeig del Born només seria una petita part romanent de l'antic circ romà, que hauria estat molt més gran (com sabem que passa, per exemple, amb la plaça de la Font i l'antic circ romà de Tarragona). Així doncs, tota la zona hauria estat ocupada per aquest hipotètic circ, amb la capçalera situada precisament on ara hi ha el carrer Caputxes, amb els seus arcs i la façana corbada del número 7 de la plaça de Santa Maria.
Cal apuntar també que, en qualsevol cas, sembla estrany que existissin aquestes estructures tant importants en una ciutat petita com Barcino, tenint en compte que, per exemple l'amfiteatre del Pi resultaria més gran que el de Tarragona i això que aquesta ciutat era capital i Fòrum Provincial de la Tarraconensis, la porció més important de la Hispània romana.

## Conclusions
Per tant, segons Jordina Sales, la Barcelona romana va tenir un amfiteatre. Això sembla que estaria clar. Una altra qüestió és el lloc exacte on s'hauria trobat aquest amfiteatre. Si, com suposa Conde Moragues, era a Santa Maria del Pi, segurament els indicis trobats per Sales ens indicarien, en realitat, un circ romà a Santa Maria del Mar. En tot cas, aquesta possibilitat fa aconsellable ser prudents amb les obres que es facin a la zona, amb vista a preveure les excavacions arqueològiques oportunes que podrien aportar més llum sobre aquestes dues hipòtesis, aparentment enfrontades d'entrada i, tanmateix, complementàries quan les analitzem amb una mirada més general.

## Algunes hipòtesis més
A part de la idea de situar un hipotètic circ romà al Born, que ja s'ha apuntat, perquè no podem suposar també l'existència al voltant de l'antiga Colònia Barcino d'un teatre romà? A més, si hi havia una escola de gladiadors, com també s'ha dit, on era? Dins del recinte emmurallat no sembla plausible que hi hagués prou lloc per a totes aquestes edificacions, generalment grans, pel que sabem de les dimensions massa reduïdes i la densitat edificatòria massa alta de la petita ciutat, on ja se situaven les termes, el temple, situat al fòrum (que potser ocupava l'actual plaça de Sant Jaume i una mica més, o potser s'orientava d'alguna altra manera), i, inevitablement, també hi devia haver un edifici de govern (un pretori o com es digués, en aquest cas).
Totes aquestes meres suposicions s'hauran d'esperar una mica més per poder ser formulades com a veritables hipòtesis de treball.